# تقييم الجروح

## تقييم الجروح
الجروح هي عبارة عن إصابات سطحية أو عميقة من الممكن ان تحدث بسبب الانزلاق أو التعرض لمسبب ما مما يؤدي إلى تعرض طبقات الجلد إلى التمزق ممكن أن يكون داخلي (جروح مغلقة)أو خارجي يرى بالعين (جروح مفتوحة) ومن هنا يجب عمل تقييم لهذا الجرح، إذا تقييم الجروح هو أحد الاجراءات الأساسية التي تقام قبل وصف أي خطة علاجية والهدف من ذلك هو جمع المعلومات حول المريض والجرح الذي تعرض اليه حيث قد تكون هذه المعلومات ذات صلة بتخطيط وتنفيذ العلاج المناسب.

## مبادئ تقييم الجروح
تقييم الجرح هو عملية كلية تأخذ بعين الاعتبار الحالة الصحية للمريض، والعوامل التي تعوق التئام الجروح، وسبب الجرح ومدته وحالته، حيث يشمل تقييم الجرح القاء نظرة عامة عليه ومن ثم جمع البيانات السريرية التي قد تكون ذات صلة بالجرح وأخذ التاريخ المرضي الخاص في المريض ومن ثم القيام بفحص جسدي عام.
هذه العملية قابلة للتطبيق على أي جرح حيث تستخدم البيانات المسجلة من هذا التقييم كخط أساسي لوصف العلاج المناسب.

## الإطار الزمني ومثلث تقييم الجروح
عبارة عن نهج أساسي يستخدم في تقييم الجروح حيث وضع هذا النهج لمساعدة الأطباء ولتوحيد طريقة تقييم وعلاج الجروح.
تم تطوير عمل الإطار الزمني (TIME) في عام 2002 من قبل مجموعة من الأطباء وخبراء العناية بالجروح حيث يرمز اختصار (TIME) إلى:
1.	(tissue) وهي الانسجة
2.	(inflammation)الالتهاب
3.	(moisture) الرطوبة
4.	(edge) الحواف
وهي موكونات يجب تقييمها بدقة لتحسين عملية علاج الجروح وتسهيل عملية الشفاء.
دفعت دراسة عالمية إلى مراجعة الإطار الزمني (TIME) وأسفرت عن تطوير أداة شاملة جديدة لتقييم الجروح عام 2016 ألا وهي مثلث تقييم الجروح (TWA).
اسنادا إلى نتائج الدراسة، يحدد مثلث تقييم الجروح (TWA) ثلاث مناطق وهي (الجرح ذاته، وحافة الجرح، والبشرة المحيطة) التي يجب تضمينها في تقييم الجرح للتوصل إلى قرارات سريرية تساعد على التئام الجرح بأكثر الطرق فاعلية.
إدخال الجلد المحيط بالجرح كونه عنصر من عناصر تقييم الجروح هو خروجا كبيرا عن الطرق التقليدية لتقييم الجروح إلا انه تم التشديد على أهمية معالجة الجلد المحيط خلال فترة العلاج بنفس مقياس الجرح وحافة الجرح.

## التاريخ الصحي
قد يتضمن تاريخ صحة المريض اضطرابات تؤثر على قدرة الجسم على شفاء نفسه، وتسمى هذه الاضطرابات بالاعتلالات المصاحبة وقد تتداخل مع وظائف الجسم الدورية، وتحفز العوامل الأخرى التي تؤثر سلبا على الشفاء كالامراض التالية:
مرض السكري، القصور الوريدي أو مرض الشرايين المحيطية، اضطرابات الجهاز التنفسي والقلب والاوعية الدموية، الأورام الخبيثة واضطرابات المناعة الذاتية، حيث تعوق هذه الأمراض عملية شفاء الجرح.

## العوامل المعيقة لشفاء الجروح
هناك عوامل أخرى قد تعوق شفاء الجروح:
-عمر المريض
-سمنة
-وجود عدوى
-سوء التغذية أو الماء
-بعض الأدوية
-تعاطي المخدرات والتدحين
_التأثير العام على نمط حياة المريض بسبب الجرح (الألم، رائحة الجرح، خروج إفرازات).

## اسباب الجروح
هناك جروح مزمنة ناتجة عن:
_أمراض جسدية أخرى مثل (تقرحات السكري، قرحة فراش)
_سوء معالجة المريض مما يؤدي إلى اصابات الأنسجة العميقة
اختيار طرق عناية أو مواد غير ملائمة للجرح
_العدوى غير المعالجة مما يؤدي إلى تباطؤ عملية الشفاء وجعل الجرح (مزمن)
وهناك جروح حادة ناتجة مثلا عنالاصابة بأداة حادة

## مدة الجروح
هناك أيضا نوعان من الجروح اعتمادا على المدة الزمنية للجرح وهما: جرح مزمن وهو عبارة عن الجروح التي تتكرر أكثر من مرة، اما النوع الثاني هو الجروح الحادة وهي جروح حدثت لمرة واحدة ولسبب معين، لذلك يجب سؤال الشخص المصاب:
متى حدث الجرح الحالي، هل هو جرح متكرر، كم كرة تكرر في الماضي، كم من الوقت استغرقت عملية الشفاء في كل مرة؟

## متابعة الجروح
منذ بداية العلاج حتى الوصول إلى الشفاء التام للجرح، يجب أن يكون هناك فحص سريري بشكل دوري ويجب أيضا إعادة تقييمه عند كل زيارة للطبيب أو في كل مرة يتم فيها تغيير الملابس.
حيث يتم تقييم العلامات التالية:
حافة الجرح، الجلد المحيط بالجرح، وجود انسجة وخلايا تالفة تغطي الجرح، مستوى الإفرازات، وجود التهاب في الجرح